# Cunon Ier de Rott
Cunon Ier de Rott (né vers 1015, mort le 27 mars 1086 au plus tard) est un comte palatin du duché de Bavière (1055-1086), comte de Vohburg (1040) et le comte du bas Isar (1079).

## Biographie
Kuno et son fils Cunon II de Rott (de) fondent l'abbaye de Rott vers 1080. De plus, lui et son frère Pilgrim sont liés à l'abbaye de Sonnenburg dans le val Pusteria (1030-1039).
Lorsque le comte palatin sortant Aribon II (de) est ostracisé en 1055 et perd de nombreux domaines, y compris le lac Tegern et ceux de la région de Styrie, l'empereur Henri III le nomme comte palatin. Cunon est identifié comme un parent éloigné des Aribonides (de) : Aribon II et Cunon ont la même arrière-grand-mère, Wichburg de Bavière (de).
Après la mort de Cunon Ier vers 1086, la fonction de comte palatin passe à Rapoto V (de) de la famille Diepoldinger-Rapotonen (de), car son fils Cunon II, décédé avant lui, était son seul héritier mâle.

## Famille
Cunon est marié à Uta, qui fut la fille du comte Frédéric Ier (de) (mort en 1075) de Diessen-Andechs.
Enfants :
- Cunon II (de), (mort en 1081 dans la bataille de Höchstädt au service du roi Henri IV), ⚭ Élisabeth de Lorraine (morte en 1086) (⚭ deuxième mariage avec le comte palatin Rapoto V (de) (mort en 1099))
- Irmgard (de) (morte le 14 juin 1101), ⚭ Premier mariage avec le comte Engelbert V à Chiemgau (Sieghardinger), ⚭ Deuxième mariage avec le comte Gebhard II de Sulzbach (mort en 1085), ⚭ Troisième mariage avec le comte Cunon de Horburg-Lechsgemünd.

## Source de la traduction
- (de) Cet article est partiellement ou en totalité issu de l’article de Wikipédia en allemand intitulé « Kuno I. von Rott » (voir la liste des auteurs).